# Страдзев (Пйотрковський повіт)
Страдзев (пол. Stradzew) — село в Польщі, у гміні Воля-Кшиштопорська Пйотрковського повіту Лодзинського воєводства.
Населення — 143 особи (2011).
У 1975-1998 роках село належало до Пйотрковського воєводства.

## Демографія
Демографічна структура станом на 31 березня 2011 року:
|          | Загалом | Допрацездатний вік | Працездатний вік | Постпрацездатний вік |
| -------- | ------- | ------------------ | ---------------- | -------------------- |
| Чоловіки | 74      | 20                 | 44               | 10                   |
| Жінки    | 69      | 15                 | 35               | 19                   |
| Разом    | 143     | 35                 | 79               | 29                   |